# Fons Rademakers
Alphonse Marie „Fons” Rademakers (n. 5 septembrie 1920, Roosendaal, Brabantul de Nord, Țările de Jos – d. 22 februarie 2007, Geneva, Geneva, Elveția) a fost un actor, regizor, scenarist și producător de film neerlandez.
Filmul său din 1960, Makkers Staakt uw Wild Geraas a participat la al XI-lea Festival de Film Internațional de la Berlin unde a câștigat Ursul de Argint.